# Roxana Rotaru
Roxana Rotaru (22 de junio de 1988) es una deportista de Rumania que compite en atletismo. Ganó una medalla de oro en el Campeonato Europeo de Atletismo por Equipos de 2019, en la prueba de 5000 m.